# 岐阜県道53号岐阜関ケ原線
岐阜県道53号岐阜関ケ原線（ぎふけんどう53ごう ぎふせきがはらせん）は、岐阜県岐阜市から同県不破郡関ケ原町に至る県道（主要地方道）である。

## 概要

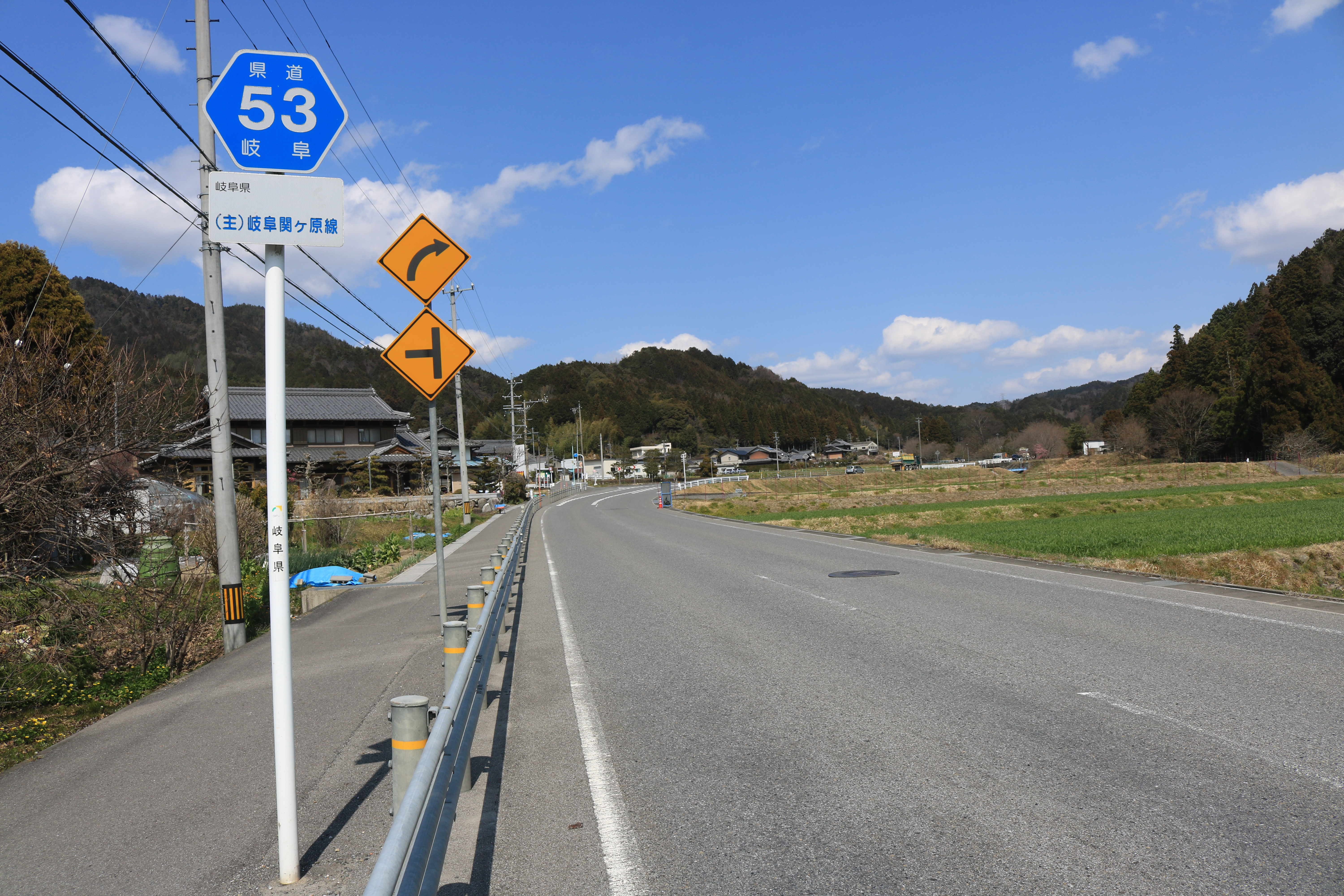
岐阜県道53号岐阜関ケ原線、不破郡垂井町梅谷にて

岐阜市と西濃地域を結ぶ幹線道路として重点的に整備が進められており、国道21号のバイパス的な存在になりつつある。

### 路線データ
岐阜県法規集に基づく起終点および経過地は次のとおり。
- 起点：岐阜市（岐阜市神田町6丁目＝国道248号・国道256号交点）
- 終点：不破郡関ケ原町（不破郡関ケ原町大字野上惣作＝国道21号交点）
- 路線延長：28.4432 km
- 実延長：27.337km[1]

## 歴史
- 1993年（平成5年）5月11日 - 建設省から、県道岐阜関ヶ原線が岐阜関ヶ原線として主要地方道に指定される[3]。

## 路線状況
起点の岐阜市街地から東海環状自動車道大野神戸ICを経て揖斐郡池田町の国道417号交点にかけては岐阜関ケ原線4車線化事業が進行中である。

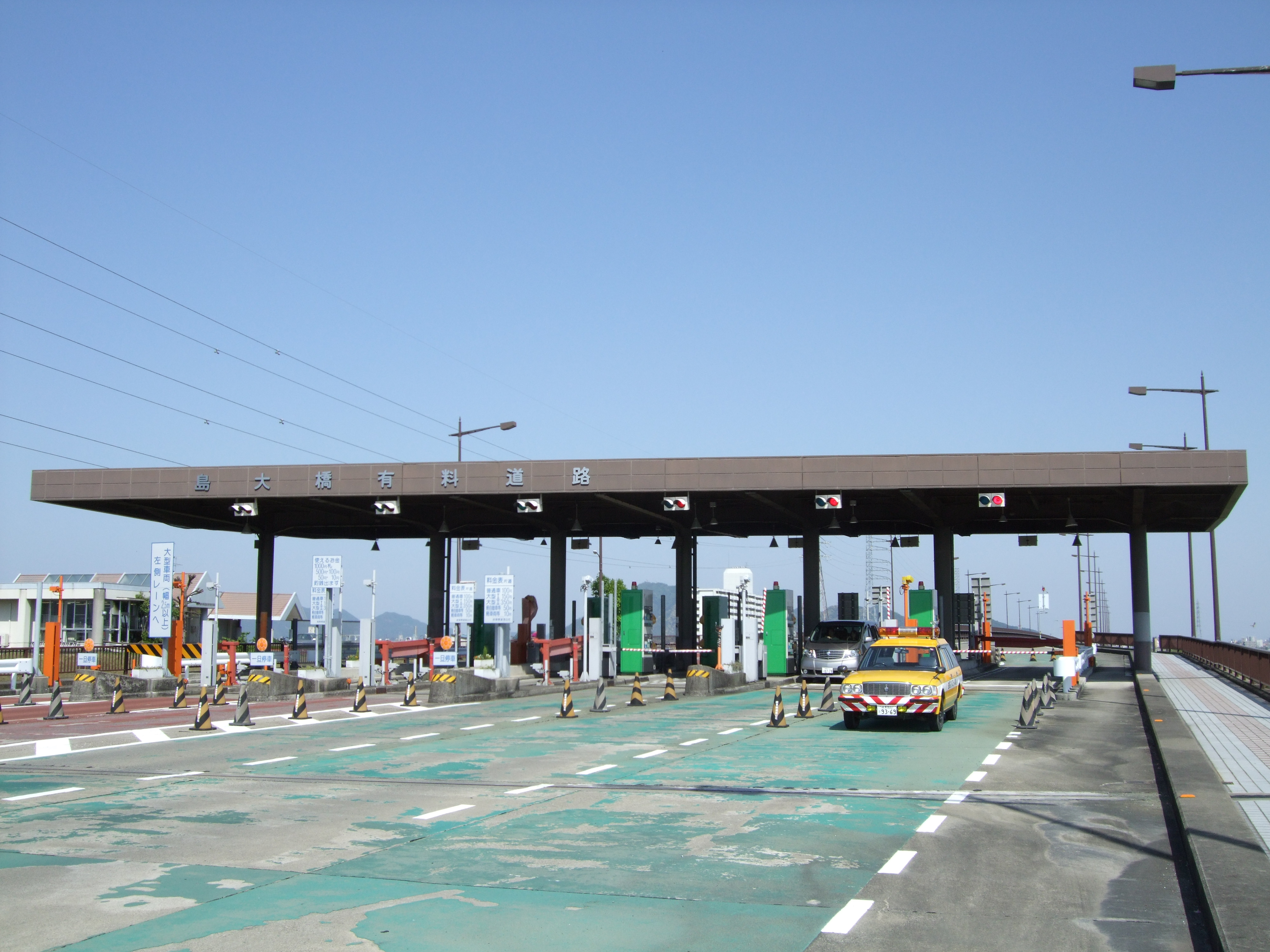
島大橋有料道路料金所（2008年5月撮影）

岐阜市街地に程近い島大橋はかつて有料区間であったが、岐阜県道路公社の整理に伴い、2012年（平成24年）4月1日に無料開放された。
また、事業区間内は樽見鉄道樽見線および養老鉄道養老線の踏切が存在したが、立体交差化により踏切の解消に乗り出し、養老線については2017年（平成29年）に跨線橋（丈六道高架橋）が暫定2車線にて供用開始後、2019年（令和元年）11月1日に4車線化された。また、樽見線についても跨道橋が2020年（令和2年）12月6日から使用開始して踏切が撤去され、2021年（令和3年）3月26日に4車線化された。
4車線事業区間より西側の池田町と垂井町の境にある梅谷越周辺は、以前は林道同然の狭隘な山道のため大型車輌の通行が困難で冬期は閉鎖区間となっていた。2004年（平成16年）6月より梅谷片山トンネル（全長2,156m）を含むバイパス建設工事が行われ、2009年（平成21年）2月23日にトンネルは貫通し、2010年（平成22年）4月25日にバイパス区間は開通した。従前の県道区間は2010年（平成22年）11月5日に県道の指定を外れ、池田町道・垂井町道となっている。
垂井町府中より西の区間は、岐阜県道216号赤坂垂井線と連動することで大垣市北部と関ケ原町を結ぶルートの一部となっている。

### 通称
- 岐阜東西通り（岐阜市）
- 徹明通り（岐阜市）
- 岐阜西通り（岐阜市）
- 都通り（岐阜市）
- 伊吹ばら街道[12][13]（北方町 - 関ケ原町）

### 重複区間
- 国道157号（岐阜県岐阜市神田町6丁目 - 岐阜県岐阜市徹明通5丁目）
- 岐阜県道151号岐阜羽島線（岐阜県岐阜市金町4丁目 - 岐阜県岐阜市徹明通7丁目）
- 岐阜県道92号岐阜巣南大野線（岐阜県岐阜市神田町6丁目 - 岐阜県岐阜市徹明通7丁目）
- 岐阜県道212号大垣大野線（岐阜県安八郡神戸町大字丈六道 - 岐阜県揖斐郡大野町大字本庄）
- 岐阜県道257号川合垂井線（岐阜県不破郡垂井町岩手）

### 道路施設
トンネル・橋梁
- 大縄場大橋 ： 長良川

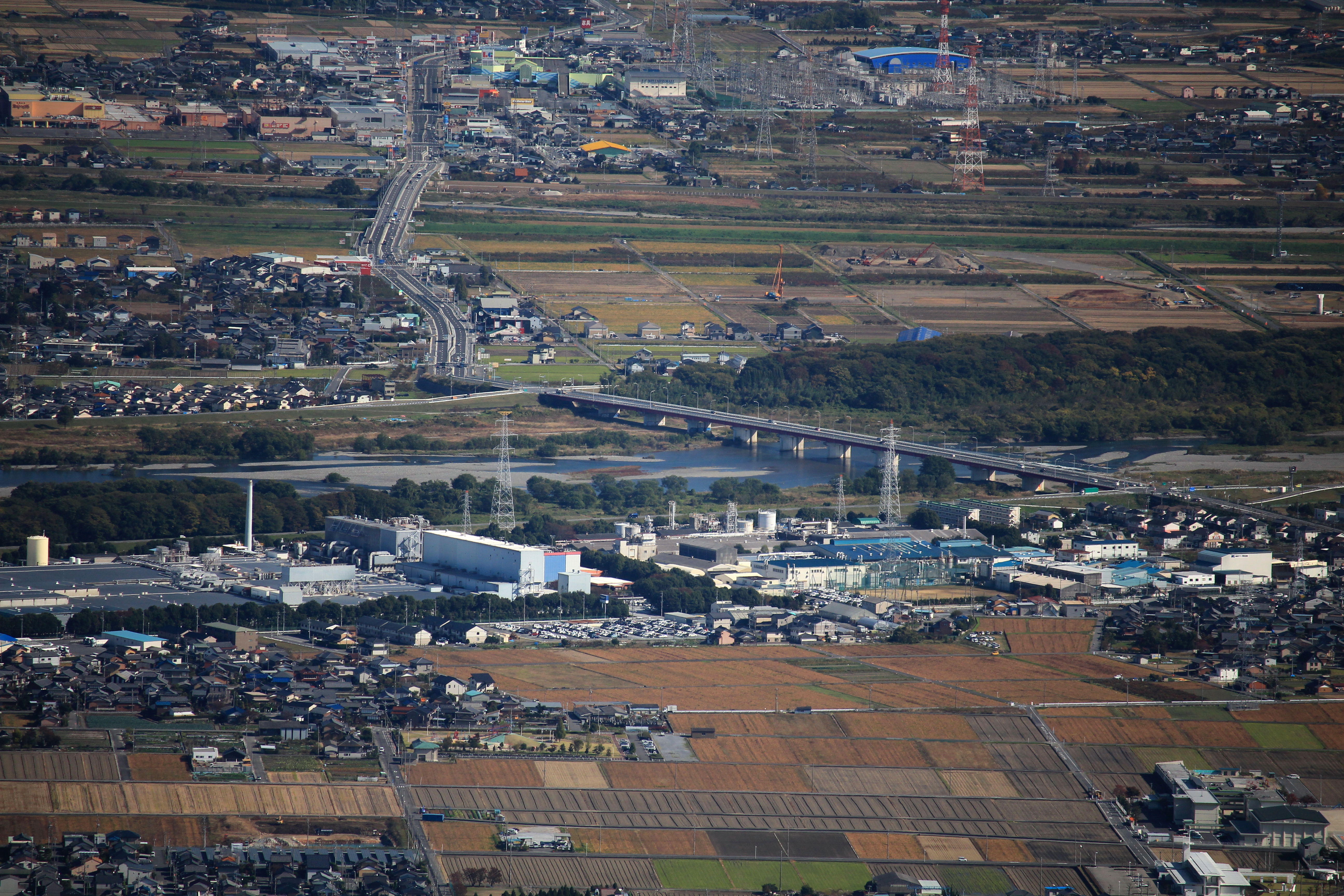
揖斐川に架かる平野庄橋と根尾川に架かる根尾川大橋

- 島大橋 ： 伊自良川（2012年4月1日より無料開放）
- 根尾川大橋 ： 根尾川
- 平野庄橋 ： 揖斐川
- 梅谷片山トンネル（2010年4月25日開通）

道の駅
- 道の駅パレットピアおおの
- 道の駅池田温泉 （2011年7月24日オープン）

## 地理

### 通過する自治体
- 岐阜県
岐阜市 - 本巣郡北方町 - 本巣市 - 揖斐郡大野町 - 安八郡神戸町 - 揖斐郡池田町 - 不破郡垂井町 - 不破郡関ケ原町

### 交差する道路
- 国道256号（岐阜市神田町6　「神田町5」交差点）
- 国道248号（岐阜市神田町6　「神田町5」交差点）
- 岐阜県道54号岐阜停車場線（岐阜市金町5　「金町5」交差点）
- 国道157号（岐阜市神田町6　「神田町5」交差点、同市真砂町10　「千手堂」交差点）
- 岐阜県道151号岐阜羽島線（岐阜市金町4　「金町5」交差点、同市徹明通7　「徹明通7」交差点）
- 岐阜県道92号岐阜巣南大野線（岐阜市徹明通7　「徹明通7」交差点）
- 岐阜県道77号岐阜環状線（岐阜市菅生6　「菅生6」交差点）
- 岐阜県道・三重県道23号北方多度線（本巣郡北方町平成6　「平成6」交差点）
- 岐阜県道156号曽井中島美江寺大垣線（本巣市軽海　「軽海下四辻」交差点）
- 岐阜県道170号田之上屋井線（本巣市政田　「政田溝口」交差点）
- 岐阜県道92号岐阜巣南大野線（揖斐郡大野町大字下磯　「下磯」交差点）
- 東海環状自動車道大野神戸IC（揖斐郡大野町大字下磯）
- 岐阜県道263号本庄揖斐川線（揖斐郡大野町大字本庄　「平野庄橋東」交差点）

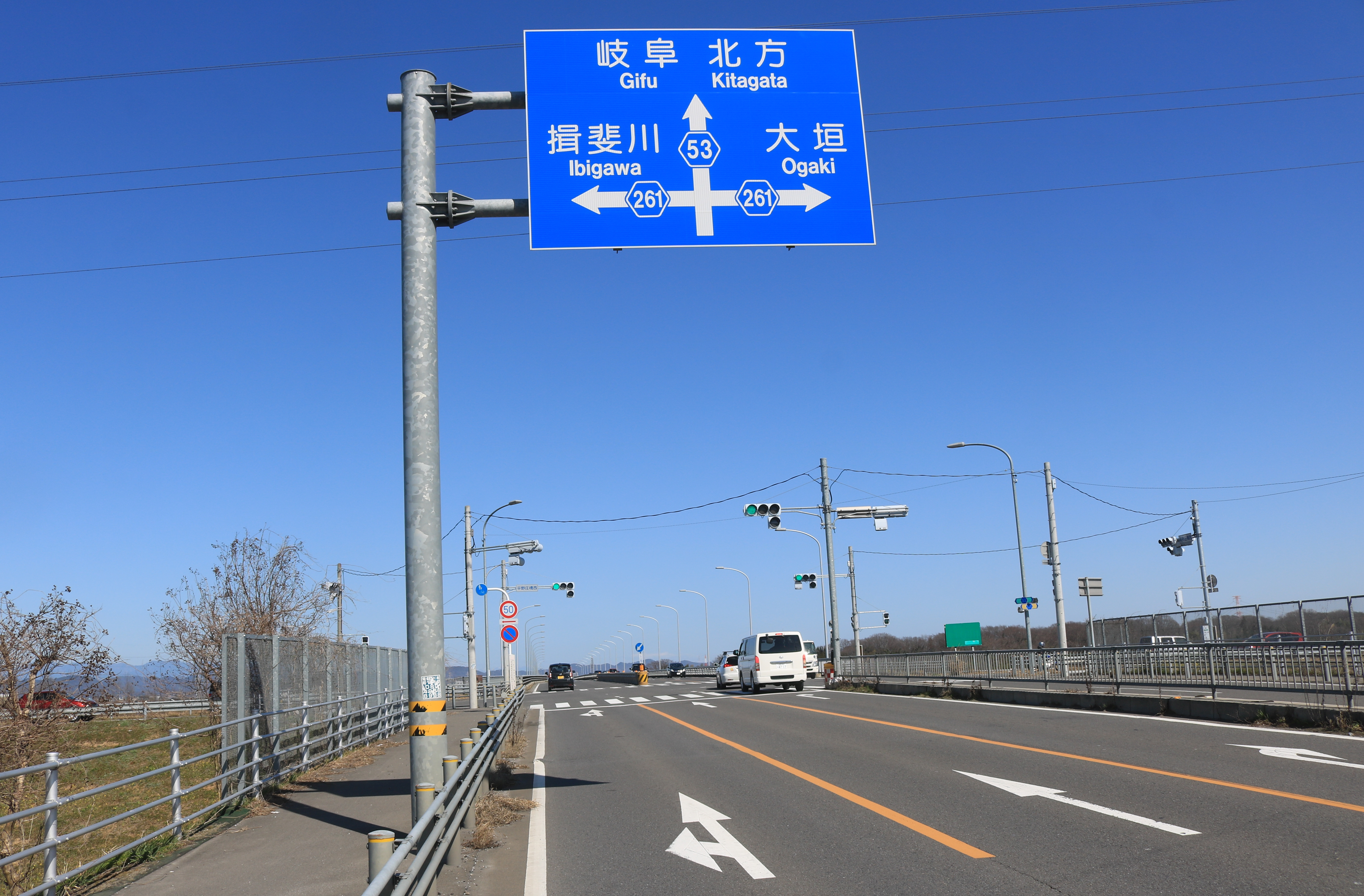
岐阜県道261号脛永万石線との「平野庄橋西」交差点、安八郡神戸町

- 岐阜県道261号脛永万石線（安八郡神戸町大字丈六道　「平野庄橋西」交差点）
- 国道417号（揖斐郡池田町八幡　「下八幡広海橋」交差点）
- 岐阜県道241号大垣池田線（揖斐郡池田町片山　「池田温泉新館東」交差点）
- 岐阜県道216号赤坂垂井線（不破郡垂井町府中　「府中小学校南」交差点）
- 岐阜県道257号川合垂井線（不破郡垂井町岩手　「長畑」交差点）
- 国道21号関ヶ原バイパス（不破郡関ケ原町大字野上　「野上北」交差点）

### 沿線
- 岐阜市立女子短期大学
- アピタ北方店
- LCワールド本巣
- イオンタウン本巣
  - ザ・ビッグエクストラ本巣店
- 養老鉄道北神戸駅
- ザ・ビッグエクストラ岐阜池田店
- 池田温泉